# Architecton
Architecton è un film documentario del 2024 diretto da Viktor Kosakovskij.
Il documentario è incentrato sul ruolo della pietra e del cemento nella storia dell'architettura.

## Produzione
Dodicesimo documentario del regista, Architecton è stato girato nell'arco di sessanta giorni tra Libano, Turchia e altri Paesi. Il documentario è stato prodotto a livello internazionale da Ma.ja.de, Point du Jour International e Les films du Balibari in collaborazione con A24 e Hailstone Films.

## Distribuzione
Il film è stato presentato in concorso alla 74ª edizione del Festival internazionale del cinema di Berlino il 19 febbraio 2024.

## Riconoscimenti
- 2024 – Festival internazionale del cinema di Berlino[4]
  - In concorso per l'Orso d'oro
  - In concorso per il Miglior documentario